# Euryporus picipes
Euryporus picipes är en skalbaggsart som först beskrevs av Gustaf von Paykull 1800.  Euryporus picipes ingår i släktet Euryporus, och familjen kortvingar. Arten är reproducerande i Sverige.